# Aree verdi di Padova
Leggi la voce
Le aree verdi di Padova costituiscono un importante aspetto monumentale, sociale, turistico e culturale della Città del Santo.
Poiché spesso sono state recuperate ad area verde porzioni delle mura di Padova (in particolare quelle cinquecentesche), queste superfici sono di fatto intimamente intessute con la storia e l'urbanistica di Padova medesima.
Il celebre Orto Botanico (vedi box a fianco) merita un discorso a parte; per le finalità di questa voce, ci limitiamo a farvi telegraficamente cenno.

## Tabella
Ecco un elenco  dei principali "polmoni" di Padova.
| Denominazione                           | Superficie in m2 | Descrizione |
| --------------------------------------- | ---------------- | --- |
| Giardini dell'Arena                     | 27301            | Realizzati circa cento anni fa vicino al cinquecentesco Bastione dell'Arena, sono così detti per la presenza al loro interno, oltre che della famosa Cappella degli Scrovegni, di un'antica arena romana; in passato via Giotto li attraversava, mentre ora il viale principale (attualmente denominato viale Giorgio Perlasca), con alberi di bagolaro, è solo pedonale e ciclabile. Durante la primavera e l'estate le aiuole sono decorate con tulipani, fior di vetro, begonie. ed in particolare di fianco alla Cappella si può vedere lo stemma comunale fiorito da giugno a novembre, creato per la prima volta nel XIX secolo |
| Parco Iris                              | 32500            | Così chiamato per la presenza di un'aiuola con una collezione di iris; è dotato di laghetto e giochi d'acqua |
| Parco del Roncajette                    | 95000            | Posto nella zona industriale di Padova |
| Parco di via Venezia                    | 45000            | Situato tra la fiera e il centro direzionale "La Cittadella" |
| Lungargine Boschetto-Brentella          | 2400             | Si dirama dall'aeroporto e, attraverso gli argini dei fiumi Bacchiglione e Brentella, arriva nel quartiere Chiesanuova |
| Giardino Cavalleggeri                   | 4123             | Sorge alla fine di corso Milano |
| Area giochi centro sportivo Brentella   | 80000            | Si estende tra via Pelosa e in via Chiesanuova |
| Giardino del Borgo                      | 5000             | Tra le vie Sacro Cuore e Franzela |
| Giardino degli Aceri                    | 4650             | In via della Biscia |
| Giardino della Luna                     | 4500             | In via G. Ciamician e in via Volterra |
| Parco degli Alpini                      | 80000            | Realizzato in via Capitello e in via Due Palazzi da centinaia di alpini in congedo al posto di una discarica |
| Giardino di via Monte Rua               | 21000            | |
| Area verde via Decorati al valor civile | 12056            | La prima dotata a Padova di pista per lo skateboard |
| Giardino dei Gelsi                      | 3808             | In via Monte Cengio |
| Giardino Folgore                        | 3037             | Realizzato in via Divisione Folgore, negli anni novanta, con la partecipazione degli studenti elementari delle scuole circostanti, i quali hanno disegnato uno spazio secondo i loro desideri |
| Giardino degli Ulivi di Gerusalemme     | 25000            | Creato nel 1998 in via Isonzo e in via Como con la piantumazione di ulivi delle colline di Gerusalemme donati alla città di Padova |
| Parco giochi Salboro                    | 6400             | In via Ponchia |
| Parco Santa Rita                        | 10500            | Tra via Santa Rita e via Vergerio |
| Giardino Appiani                        | 11000            | Dietro l'omonimo vecchio stadio, ospita grandi strutture in legno costruite all'inizio del Novecento per le lezioni all'aperto degli alunni della scuola obbligatoria |
| Parco dei Faggi                         | 23539            | Accanto al lungargine Ziani e in precedenza conosciuto come giardino Sgaravatti (noti vivaisti padovani, la cui villa sorge accanto), contiene elementi di pregio quali il pozzo all'ingresso, una piccola fontana, filari di bosso e vecchi muretti. Ma soprattutto ospita numerose e rigogliose piante provenienti da tutto il mondo, eredità dei suoi antichi proprietari |
| Giardini del Bastione Alicorno          | 9084             | Posti sulla sommità del bastione e collegati ad un percorso sopra le mura, sono caratterizzati anche dai locali sotterranei che contenevano le cannoniere. È quello che rimane del Giardino Trieste, progettato da Giuseppe Jappelli, donato al comune nel 1865. |
| Parco Giorgio Perlasca                  | 8195             | Situato in zona Santa Croce tra i bastioni delle mura, lungo il canale del Tronco Maestro |
| Giardino di Santa Giustina              | 5519             | Accanto alle mura del Cinquecento, vicino a Prato della Valle e alla basilica di Santa Giustina |
| Giardino Mazzini                        | 1700             | Inserito nella omonima piazzetta ridisegnata agli inizi del Novecento, con al centro il monumento a Giuseppe Mazzini, ospita alberi di bagolaro e leccio |
| Giardino di piazza Castello             | 4520             | Dotato di alberi di tiglio, alcuni anche ultracentenari |
| Parco San Carlo                         | 9244             | In via G. Piaggi |
| Giardino «Federico Milcovich»           | 27208            | Dietro la Chiesa di Sant'Antonio di Padova all'Arcella, tra le vie J. Da Montagnana e O. da Molin. Ampiamente piantumato, dispone di un'area cani con fontanella, di un campetto da basket/calcetto, di una zona attrezzata per i bambini e di un percorso-vita, nonché di un piccolo bar aperto alcune ore al giorno. |
| Giardino di via D. Piacentino           | 7043             | |
| Giardino Rustico                        | 5850             | In via Cortivo e in via Favaretto |
| Parco Fornace Morandi                   | 70000            | In via G. Duprè |
| Giardino Esperanto                      | 10584            | Tra via G. Nicotera e via Martiri Giuliani e Dalmati |
| Parco delle Farfalle                    | 22365            | Tra via R. Bajardi e via Vermigli |
| Area giochi via Sonnino                 | 7956             | |
| Giardino Vecchio Brolo                  | 3700             | In via dell'Ippodromo |
| Parco dei Frassini                      | 27170            | Tra via A. Ristori e via Zacconi |
| Giardino del Sole                       | 8000             | In via Fratelli Cervi |

## Galleria fotografica Giardini dell'Arena

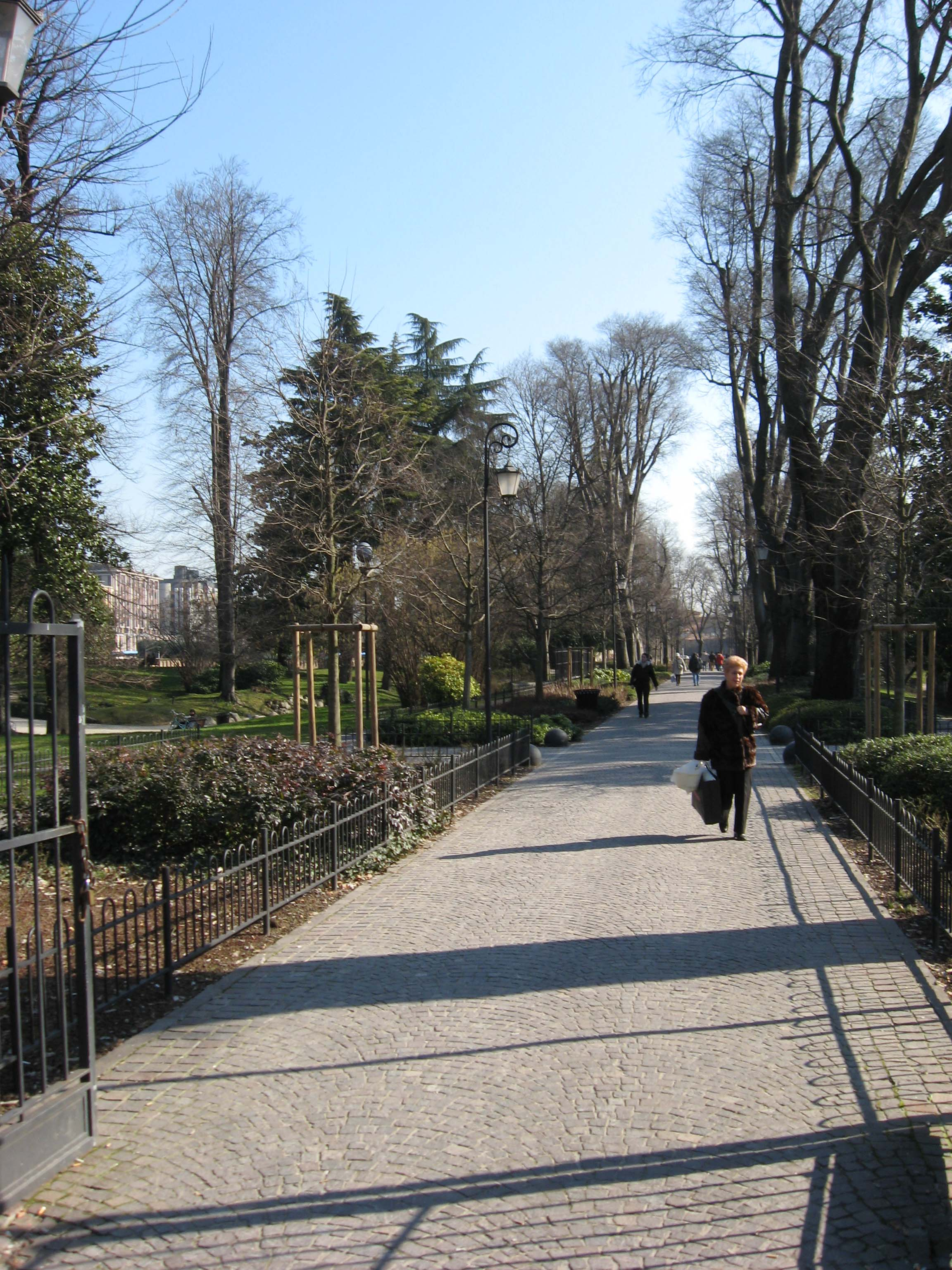
Viale Perlasca
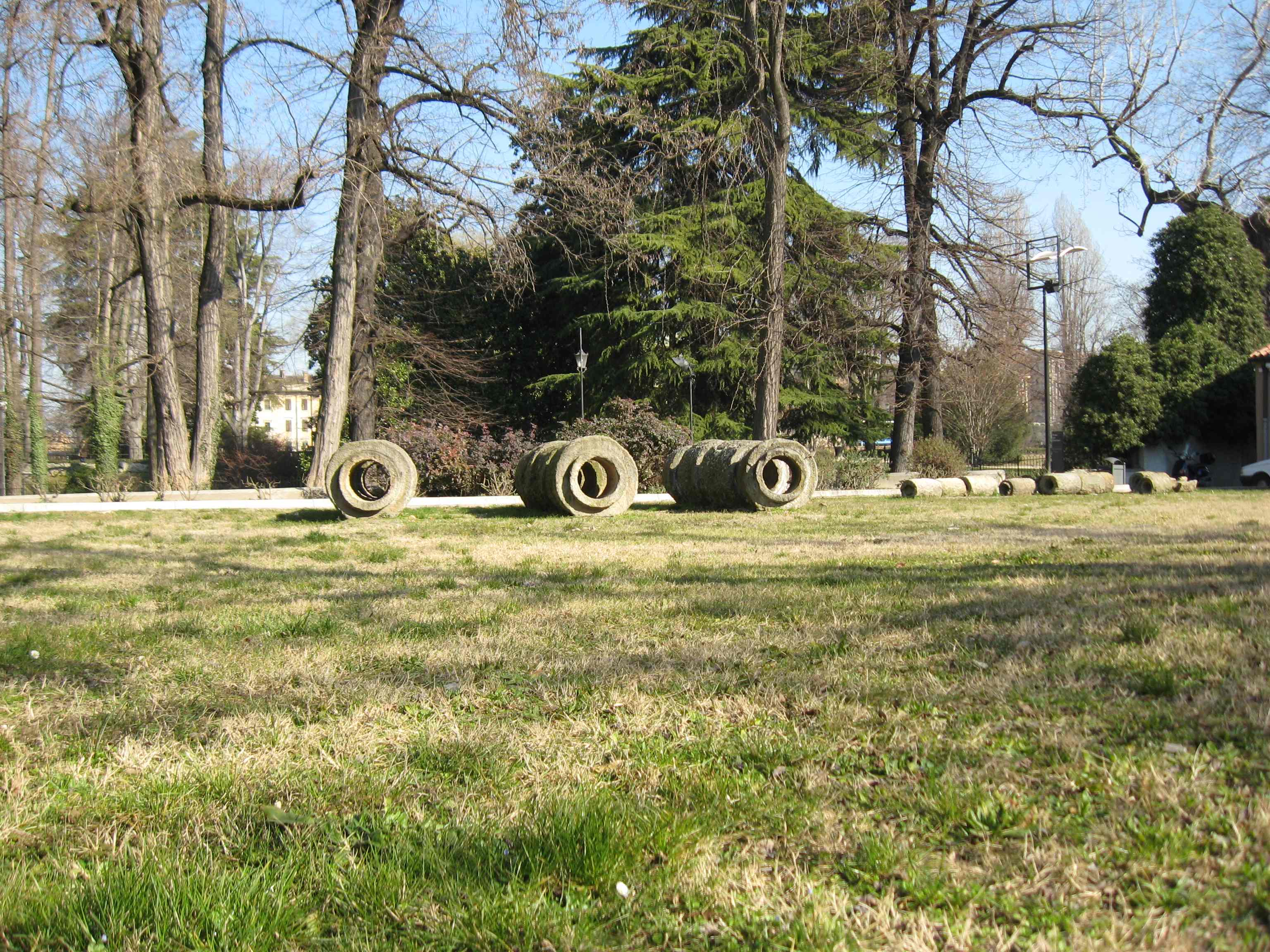
Rovine romane
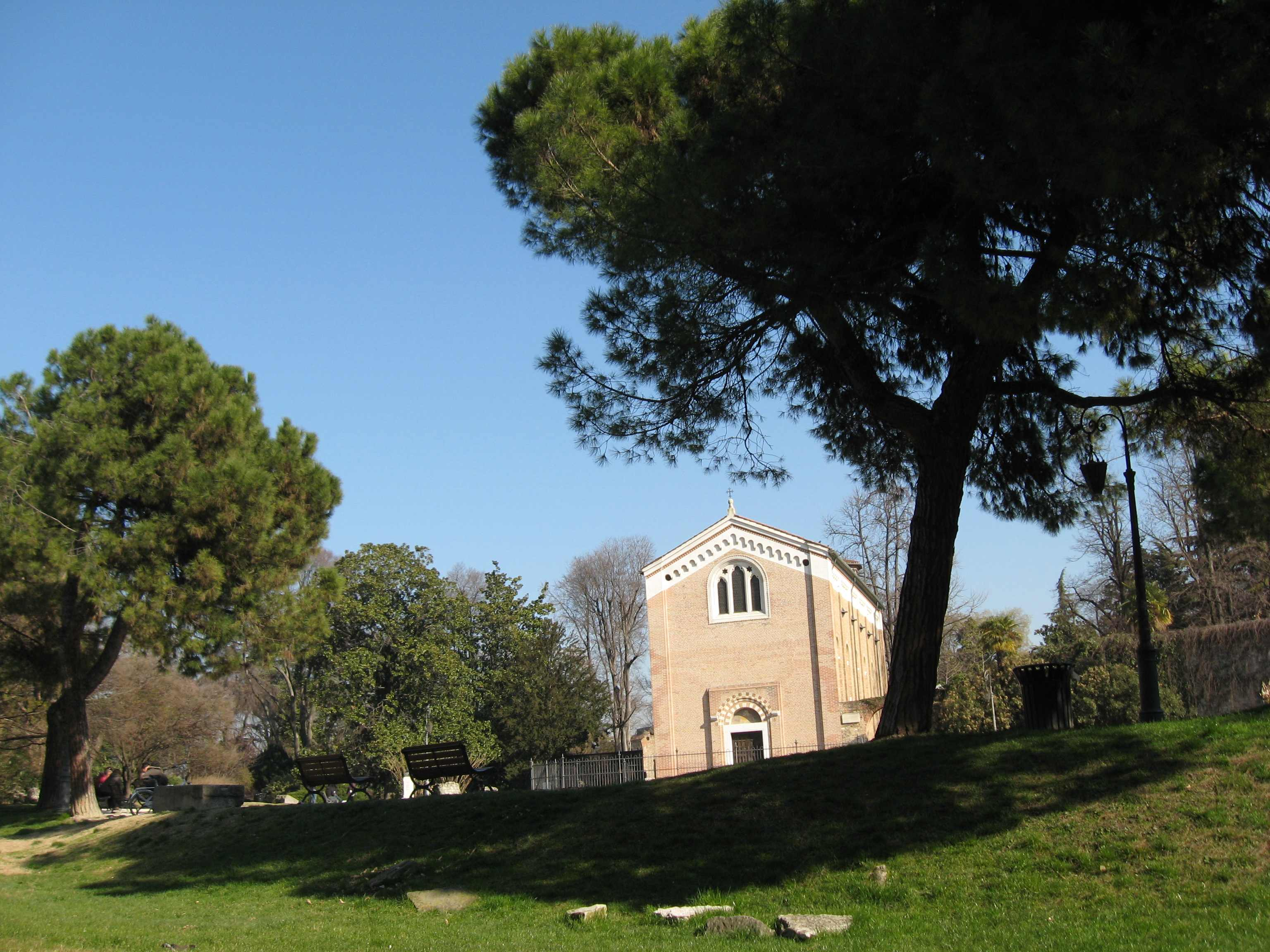
La Cappella degli Scrovegni  immersa tra le piante di pregio del giardino
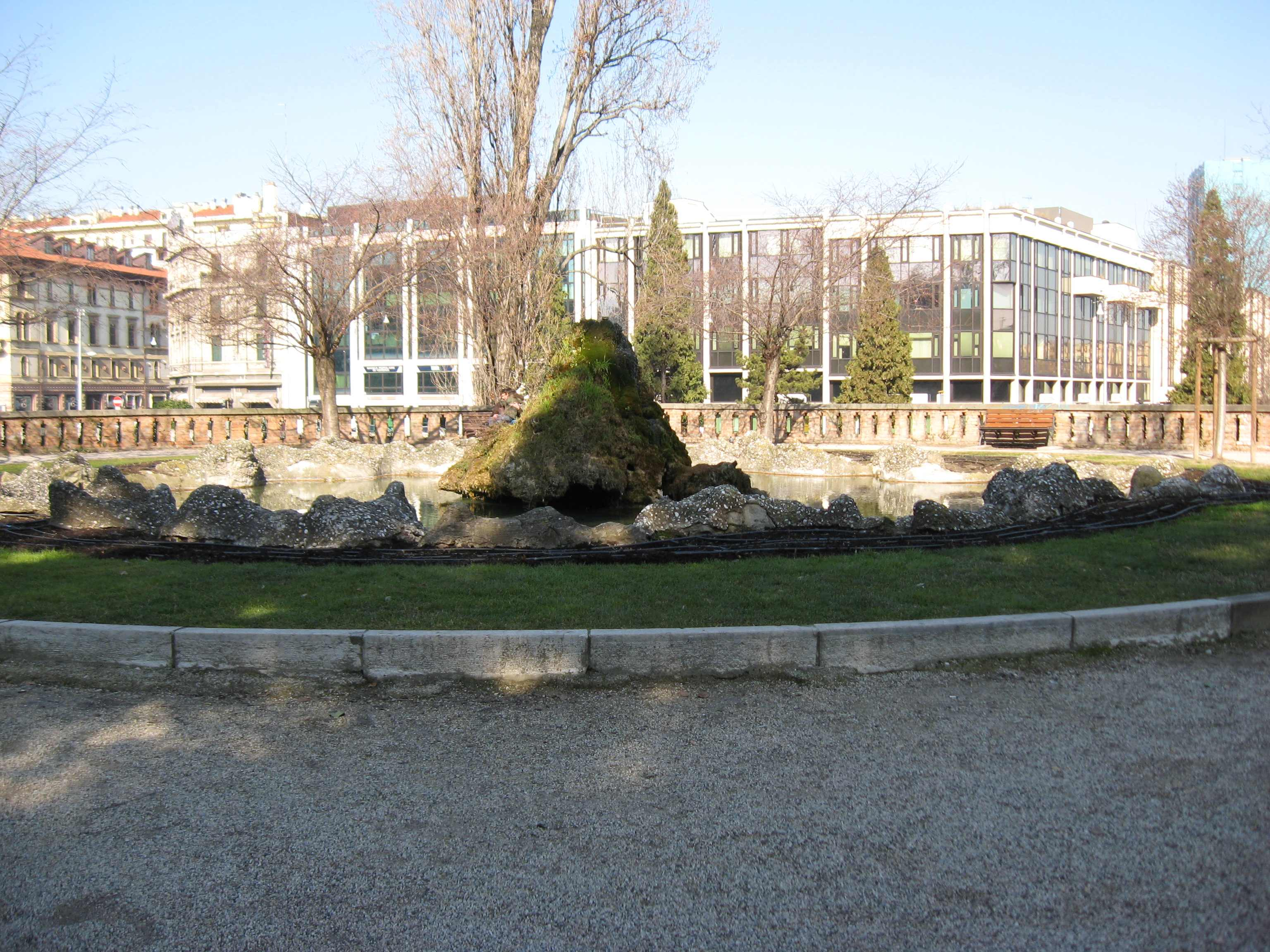
La parte sommitale di quello che fu il Torrione dell'Arena  oggi trasformato in ampia aiuola monumentale
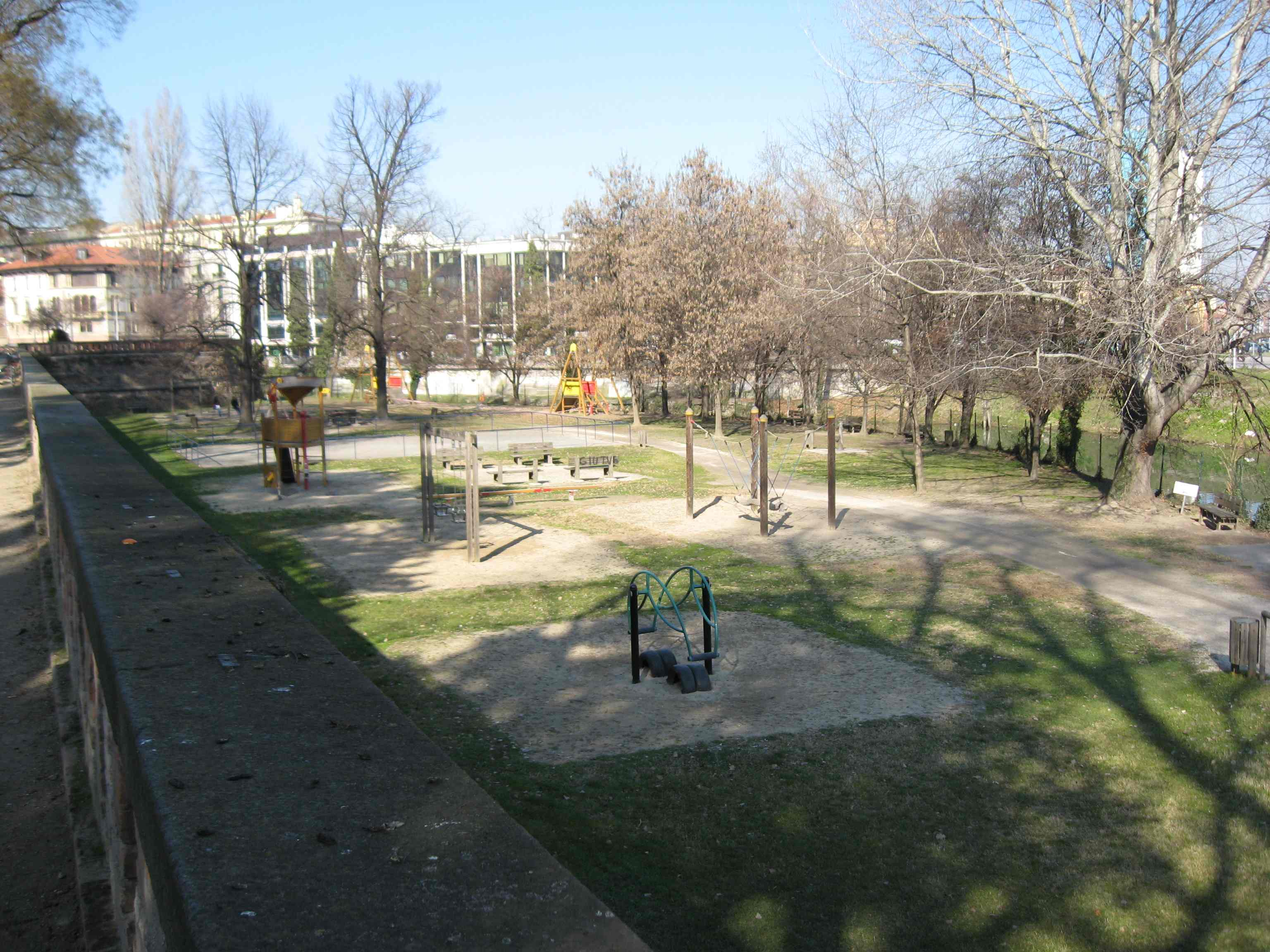
L'area giochi per i più piccoli, ai piedi del Torrione dell'Arena  (in fondo a sinistra)
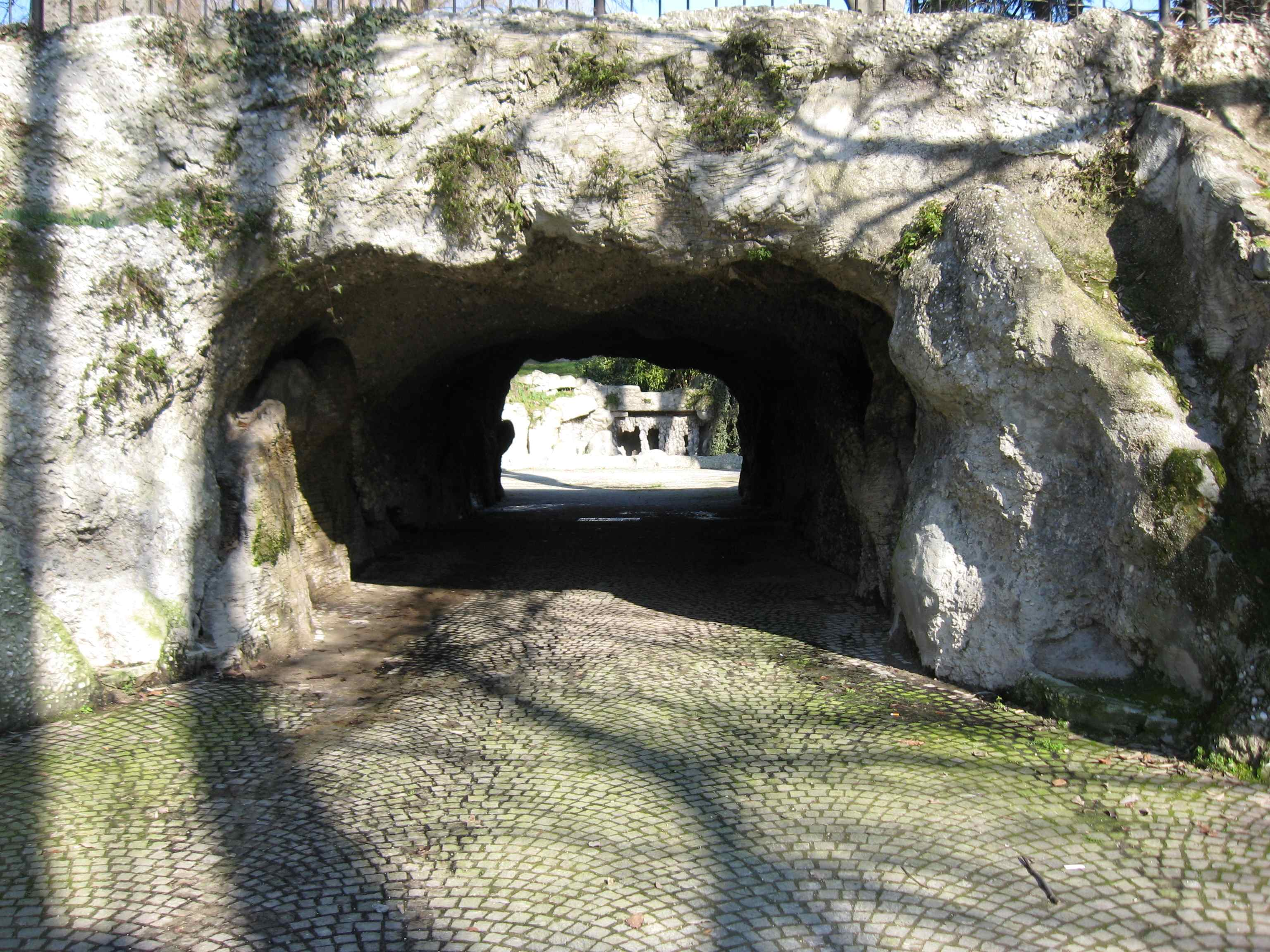
Grotte e giochi d'acqua
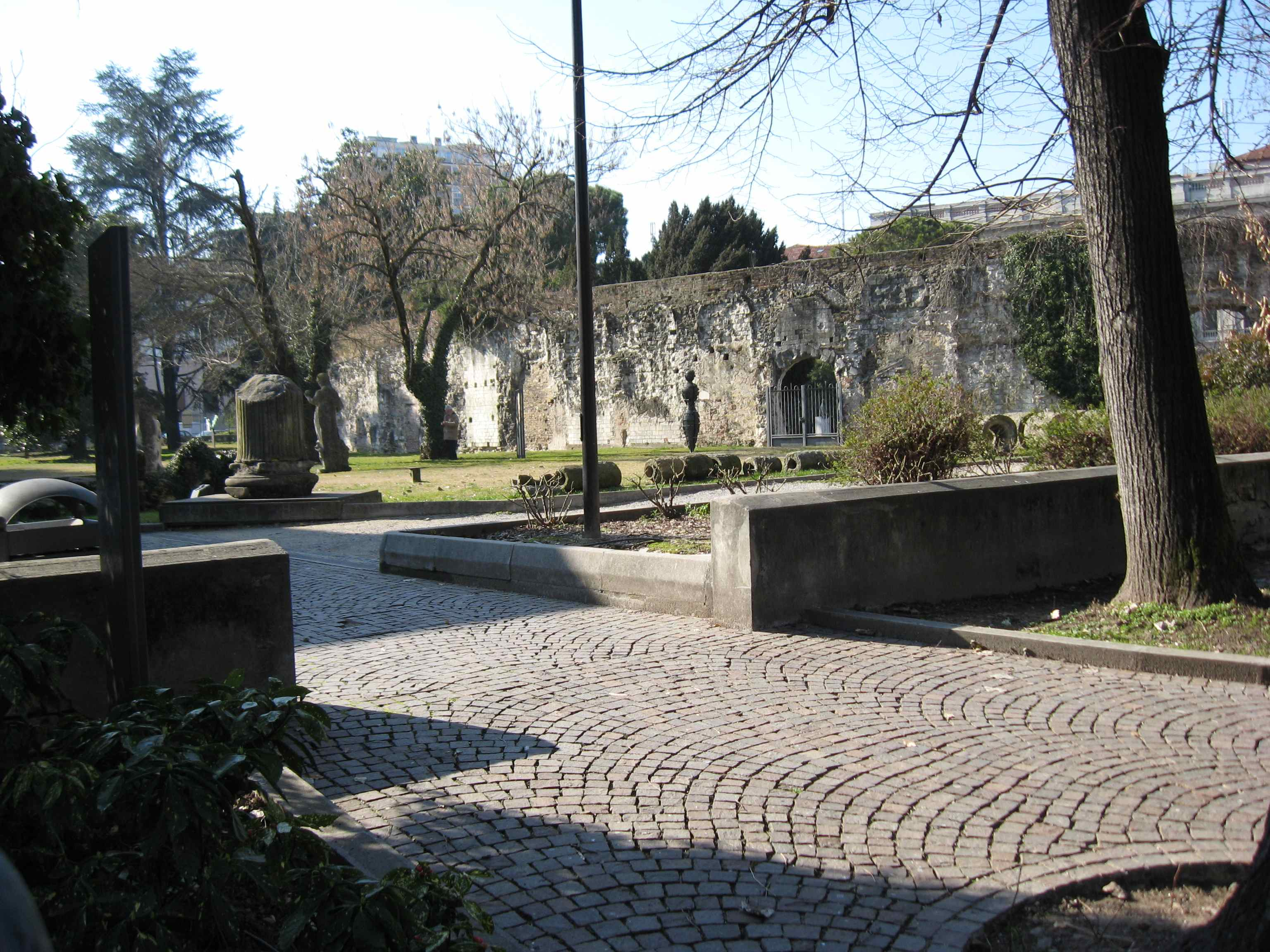
Rovine romane ed opere d'arte contemporanee
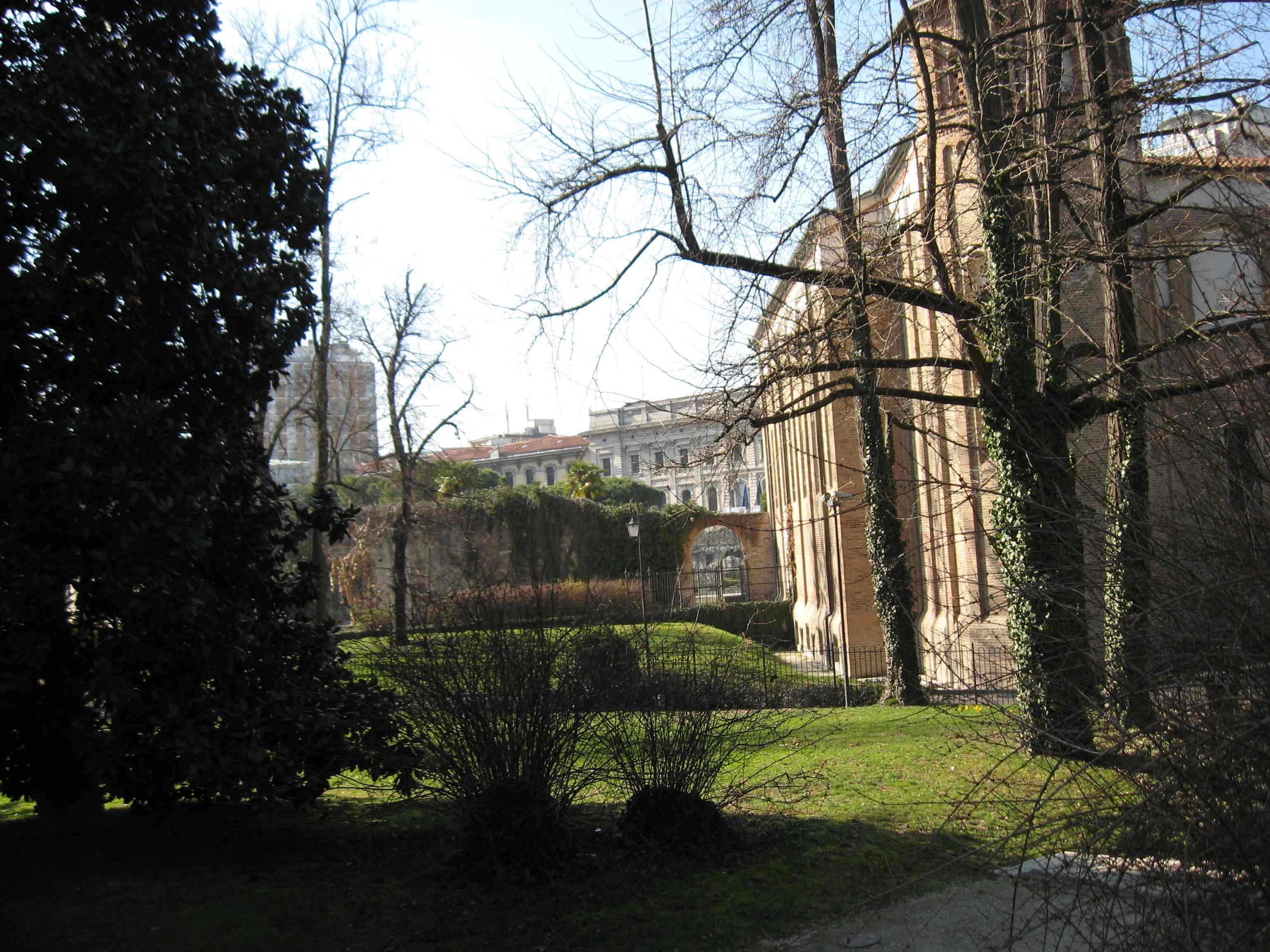
Scorcio dietro l'abside della Cappella giottesca
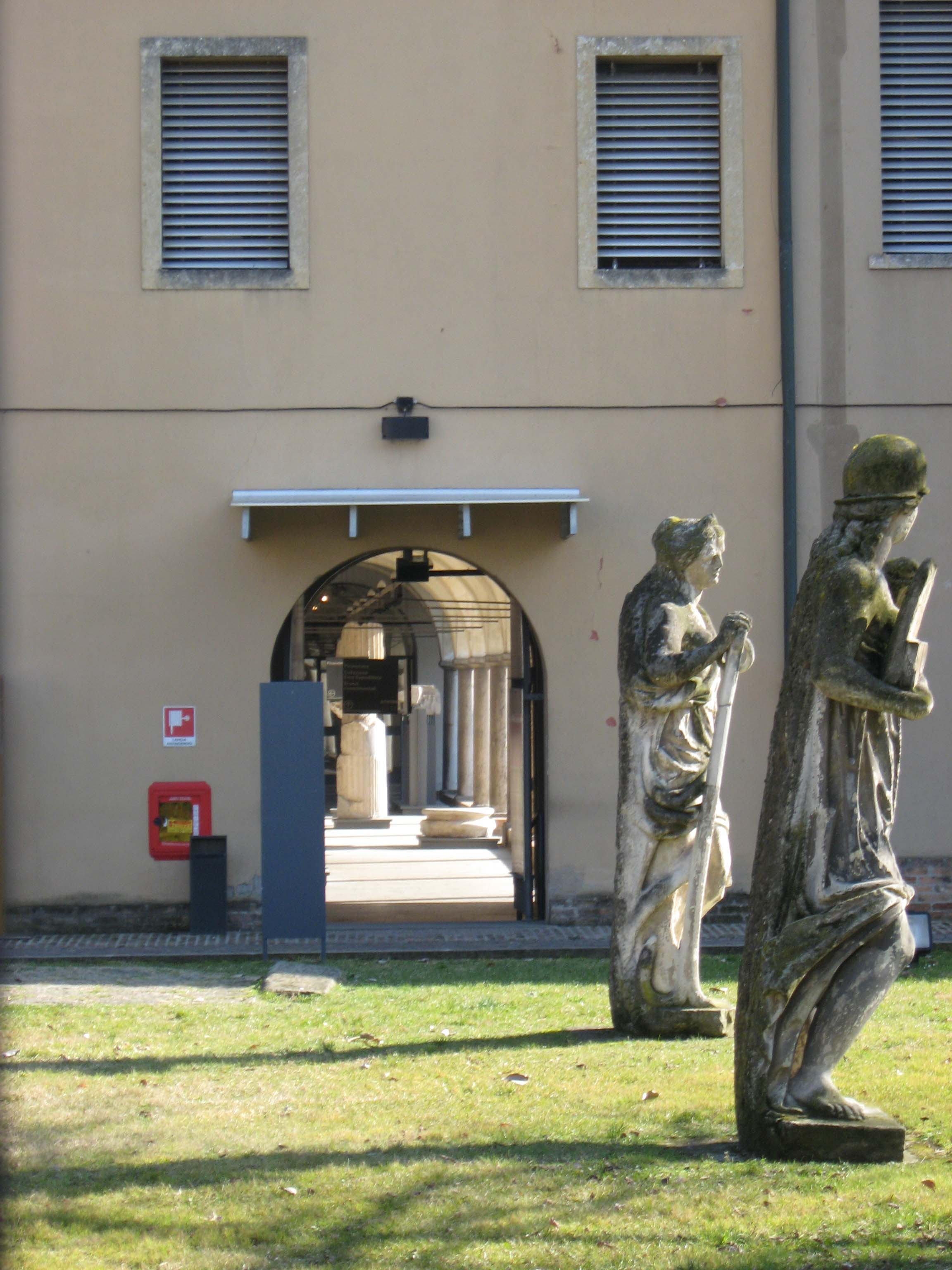
I Musei civici agli Eremitani confinano con i Giardini dell'Arena…
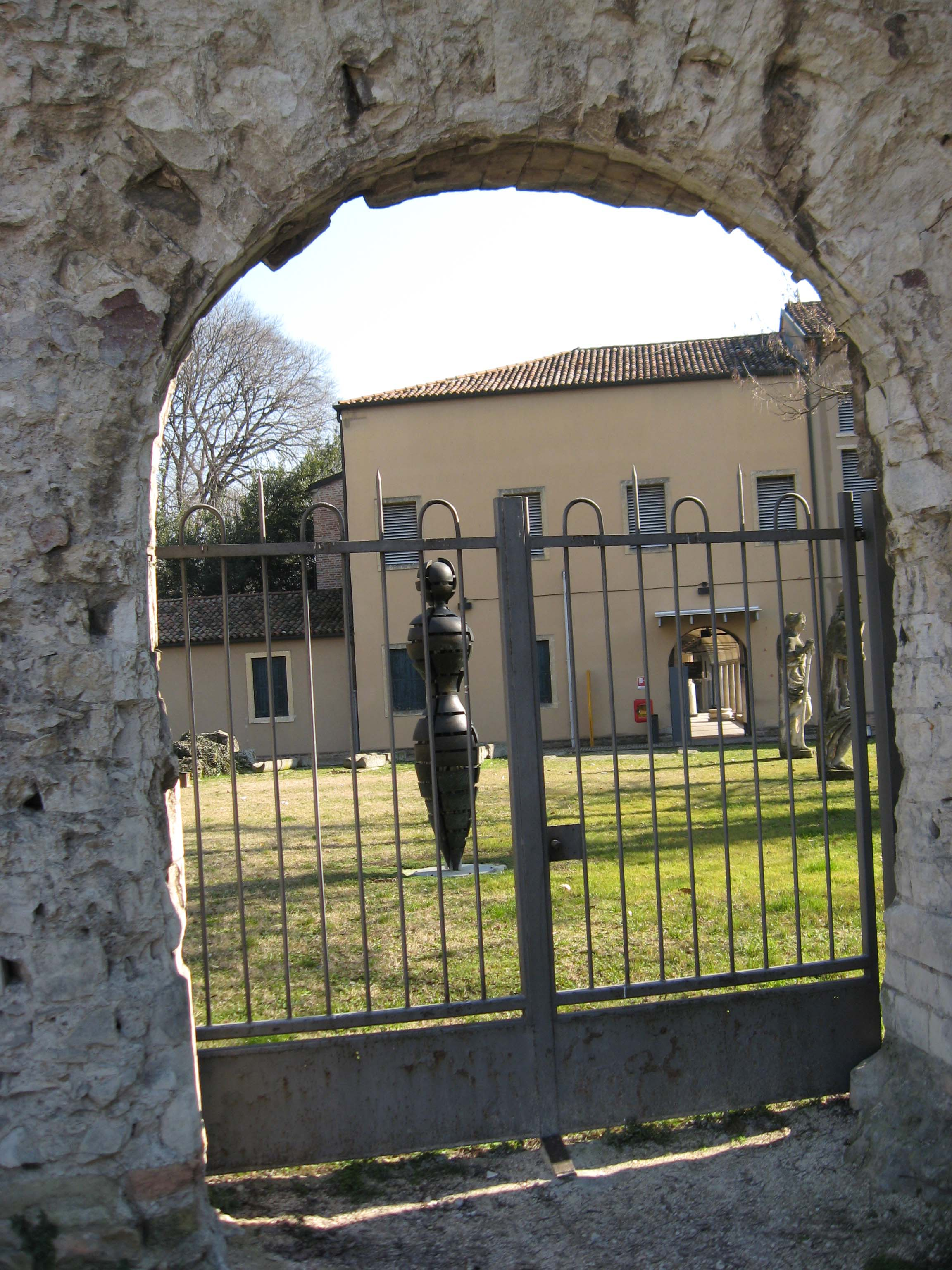
… il giardino ed il museo si compenetrano in un continuo gioco di rimandi visivi.